# Онајда (Канзас)
Онајда (енгл. Oneida) град је у америчкој савезној држави Канзас.

## Демографија
По попису из 2010. године број становника је 75, што је 5 (7,1%) становника више него 2000. године.
| Група             | 2000.      | 2010.      |
| Белци             | 68 (97,1%) | 74 (98,7%) |
| Афроамериканци    | 2 (2,9%)   | 1 (1,3%)   |
| Азијати           | 0 (0,0%)   | 0 (0,0%)   |
| Хиспаноамериканци | 0 (0,0%)   | 0 (0,0%)   |
| Укупно            | 70         | 75         |